# Les amants de minuit
«Les amants de minuit» —en español: «Los amantes de medianoche»— es una canción compuesta por Simone Laurencin e interpretada en francés por Michèle Arnaud. Participó en la primera edición del Festival de la Canción de Eurovisión en 1956.

## Festival de la Canción de Eurovisión 1956
Esta canción fue elegida como representación luxemburguesa en el Festival de Eurovisión 1956 mediante una elección interna. La orquesta fue dirigida por Jaques Lassry.
La canción fue interpretada decimotercera en la noche del 24 de mayo de 1956, precedida por Francia con Dany Dauberson interpretando «Il est là» y seguida por Italia con Tonina Torrielli interpretando «Amami se vuoi». Las votaciones del Festival de 1956 nunca han salido al público, así que hacer cualquier aclaración acerca de las posiciones o puntuación es imposible.
Esta fue la segunda canción luxemburguesa en la primera edición del certamen (las reglas esta año permitían dos canciones por país, por única vez en la historia del Festival); la primera fue «Ne crois pas», interpretada por ella misma. Fue seguida como representación luxemburguesa en el Festival de la Canción de Eurovisión 1957 por Danièle Dupré con «Amours mortes (tant de peine)».

## Letra
La canción habla sobre los encuentros amorosos nocturnos, y solo la noche sabe qué pasará antes de que los dos amantes vuelvan a sus ocupaciones diarias al llegar el mismo.